# 어은결

## 클럽 경력
어은결은 해남동초등학교, 매산중학교, 예산삽교고등학교를 거쳐 천안시티 FC U18에서 주장을 맡았다. 2025년 1월, 천안시티 FC 유소년 팀 출신 최초로 우선지명을 받아 1군에 정식 콜업되었다.

## 프로 데뷔
2025시즌 K리그2에 등록되었으며, 공식 경기 출전 기록은 아직 없다.

## 특징
좌측 풀백을 소화하는 수비수로, 빠른 발과 오프 더 볼 움직임이 장점이다. 유소년 시절부터 리더십과 수비 집중력 면에서 높은 평가를 받아왔다.

## 기타
2025년 1월 17일, 천안시티 FC가 공식 SNS를 통해 유스 1호 콜업 선수로 어은결의 합류를 발표하였다.

## 참고 자료
- 해남신문 – “해남동초 출신 어은결, 천안시티FC 우선지명”
- ICJ뉴스 – 천안시티 U18 주장 출신 보도
- 천안시티 FC SNS – 유스 1호 콜업 발표 게시물
- Transfermarkt – 생년월일, 신장 정보